# Treze Tílias
Treze Tílias là một đô thị thuộc bang Santa Catarina, Brasil. Đô thị này có diện tích 185,205 km², dân số năm 2007 là 5641 người, mật độ 29,4 người/km².